# Zator (gmina)
Zator – gmina miejsko-wiejska w województwie małopolskim, w powiecie oświęcimskim, położona w Kotlinie Oświęcimskiej, u stóp Pogórza Karpackiego, usytuowane nad rzeką Skawą. Gminę przecinają drogi o numerach 781, 44, 28 oraz linia kolejowa nr 94 Kraków Płaszów – Oświęcim. W latach 1975–1998 gmina położona była w województwie bielskim.
Siedziba gminy to Zator.
Według danych z Komunikatu Komisarza Wyborczego w Krakowie stan mieszkańców gminy Zator wynosił 9287 na dzień 31 grudnia 2014.

## Struktura powierzchni
Według danych z roku 2014 gmina Zator ma obszar 52 km², w tym:
- użytki rolne: 52%
- użytki leśne: 6%

Gmina stanowi 12,67% powierzchni powiatu.

## Demografia

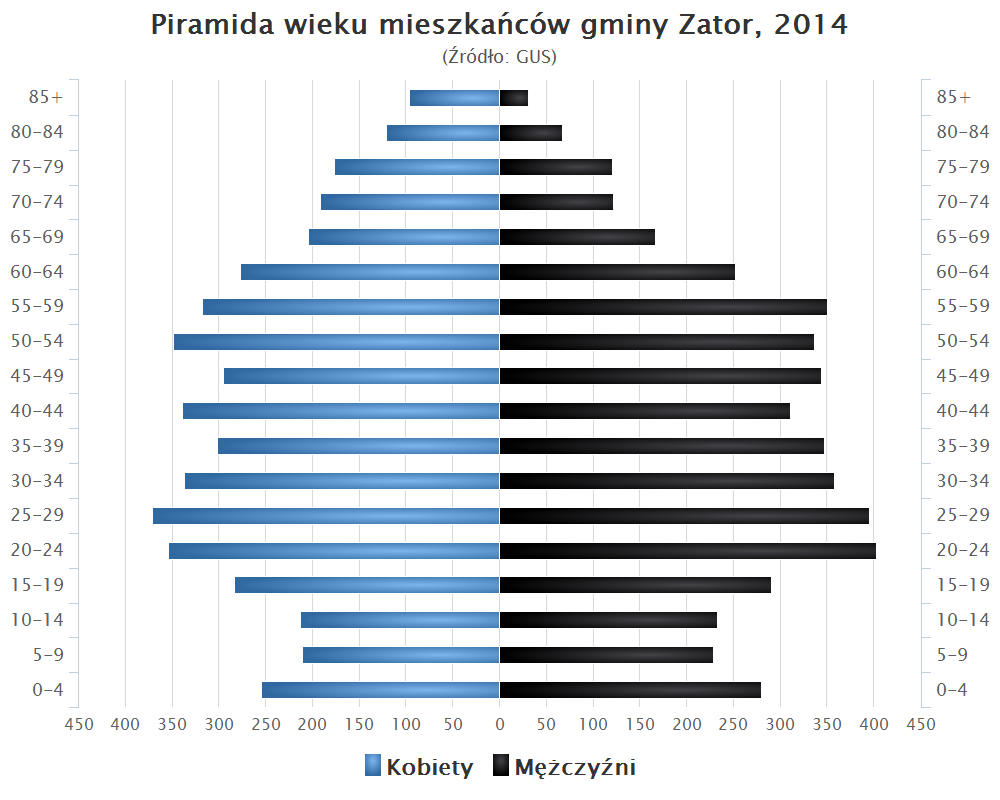
Piramida wieku mieszkańców gminy Zator w 2014 roku

Dane z 31 grudnia 2016:
| Opis                              | Ogółem | Ogółem | Kobiety | Kobiety | Mężczyźni | Mężczyźni |
| --------------------------------- | ------ | ------ | ------- | ------- | --------- | --------- |
| jednostka                         | osób   | %      | osób    | %       | osób      | %         |
| populacja                         | 9325   | 100    | 4684    | 50,23   | 4641      | 49,77     |
| gęstość zaludnienia (mieszk./km²) | 1,288  | 1,288  | 91,06   | 91,06   | 90,22     | 90,22     |

| Wybrane dane demograficzne w 2016 |      |
| --------------------------------- | ---- |
| Urodzenia żywe                    | 7    |
| Zgony                             | 87   |
| Przyrost naturalny                |      |
| Saldo migracji ogółem             | -11  |
| Ludność w wieku:                  |      |
| przedprodukcyjnym                 | 1687 |
| produkcyjnym                      | 5939 |
| poprodukcyjnym                    | 1699 |

## Sołectwa
Graboszyce, Grodzisko, Laskowa, Łowiczki, Palczowice, Podolsze, Rudze, Smolice, Trzebieńczyce.

## Sąsiednie gminy
Alwernia, Babice, Przeciszów, Spytkowice, Tomice, Wieprz

## Miasta partnerskie
- Berekfürdő (Węgry)
- Bojnice (Słowacja)
- Terchova (Słowacja)
- Atri ( Włochy )
- Csikszentkiraly (Rumunia)